# Aéroport de Kuopio
L'aéroport de Kuopio (Kuopion lentoasema en finnois) (code IATA : KUO • code OACI : EFKU), parfois appelé aéroport de Rissala en raison de sa localisation à proximité du hameau du même nom, est le septième aéroport de Finlande par le trafic passagers. Situé à 17 km au nord-est de la ville de Kuopio, sur la municipalité de Siilinjärvi, il dessert la sixième agglomération du pays et la région de Savonie du Nord. En 2007, 304 204 passagers ont transité par l'aéroport.

## Histoire
La construction d'un aéroport débute quelques jours avant le début de la Guerre d'Hiver en novembre 1939. L'aéroport ne pourra être terminé qu'en mai 1940. Au cours de la guerre de Continuation, il sert de base à la Luftwaffe, et le trafic civil ne commence qu'en 1946.
Le 3 octobre 1978, l'aéroport est endeuillé par l'un des crashs aériens les plus meurtriers de l'après-guerre en Finlande, lorsqu'un DC-3 s'écrase dans le lac voisin juste après le décollage en faisant 15 morts, dont 3 parlementaires et plusieurs personnalités du monde des affaires.
L'aéroport a connu au cours de l'année 2007 des travaux importants. Le revêtement des pistes a été totalement refait au cours de l'été et la nouvelle tour de contrôle inaugurée en fin d'année. Enfin, un terminal lacustre, inauguré en mars 2008, vise à faciliter la correspondance entre avion et bateau des passagers voyageant par voie lacustre dans le complexe système du Saimaa.

## Situation
| \| 50 km1:2 811 000 \| Enontekiö Helsinki-Malmi Helsinki-Vantaa Ivalo Joensuu Jyväskylä Kajaani Kemi-Tornio Kittilä Kokkola-Pietarsaari Kuopio Kuusamo Lappeenranta Mariehamn Oulu Pori Rovaniemi Savonlinna Tampere Turku Vaasa Varkaus |
| 50 km1:2 811 000 |

## Utilisation de l'aéroport

### Utilisation militaire
L'aéroport est aussi une importante base militaire de l'armée de l'air finlandaise, siège du commandement aérien de Carélie. Les F/A-18 Hornet ont remplacé depuis 1998 les derniers MiG-21 finlandais mis à la retraite. S'y trouvent : commandement aérien Carélie, escadron n° 31 (Hävittäjälentolaivue 31, HävLLv 31) avec son QG de vol, 1e escadrille sur F-18C/D, 2e escadrille sur F-18C/D, 3e escadrille sur F-18C/D ; Centre de communication avec Pilatus PC-12 ; 7e centre des operations ; la Base Support de l'escadrille ; le centre C4I et le centre de maintenance.

## Compagnies aériennes et destinations
| Compagnies        | Destinations                                 |
| ----------------- | -------------------------------------------- |
| Aegean Airlines   | En saison charter: Rhodes-Diagoras           |
| Avion Express     | En saison charter: La Canée I.-Daskaloyánnis |
| Finnair           | Helsinki-Vantaa                              |
| Freebird Airlines | En saison charter: Antalya                   |
| Pegasus Airlines  | En saison charter: Antalya                   |
| Sunclass Airlines | En saison charter: Las Palmas/Gran Canaria   |

Edité le 01/03/2023

## Statistiques
Pour des raisons techniques, il est temporairement impossible d'afficher le graphique qui aurait dû être présenté ici.

Voir la requête brute et les sources sur Wikidata.
| Année | Domestique | International | Total   | Variation |
| ----- | ---------- | ------------- | ------- | --------- |
| 2005  | 274 954    | 32 785        | 307 739 | +6,5 %    |
| 2006  | 289 231    | 42 971        | 332 202 | +7,9 %    |
| 2007  | 270 430    | 33 774        | 304 204 | −8,4 %    |
| 2008  | 252 616    | 37 601        | 290 247 | −4,6 %    |
| 2009  | 220 018    | 30 546        | 250 564 | −13,7 %   |
| 2010  | 207 067    | 46 545        | 253 612 | +1,2 %    |
| 2011  | 244 472    | 39 933        | 284 405 |           |
| 2012  | 255 988    | 26 912        | 282 900 |           |
| 2013  | 227 116    | 34 035        | 261 151 |           |